# 吉岡忠雄
吉岡 忠雄（よしおか ただお、1923年 - 1997年4月18日）は、日本のジャーナリスト。

## 経歴
佐賀県に生まれる。1941年福岡県中学修猷館、旧制福岡高等学校を経て、東京大学文学部を卒業。
1950年毎日新聞社に入社。社会部記者、ソウル（1964～1966年）、ニューデリー（1967～1968年）、モスクワ（1968～1972年）の各特派員などを経て、毎日新聞論説委員となり、コラム「余録」を執筆している。毎日新聞社を退職後、山形新聞論説委員を務める。
1982年2月退職。同年4月韓国ソウルに渡り、12月まで延世大学校附属韓国語学堂で韓国語を学ぶ。1986年から1988年にかけて、韓国の東義大学校で講師を務めた。

## 著書
- 『ソウル・ラプソディ』（草風館、1985/10/01）
- 『韓国有情 釜山のアルバム』（亜州、1991/07/15）